# Città di Bengasi (incrociatore ausiliario)
Il Città di Bengasi è stato un incrociatore ausiliario della Regia Marina ed un piroscafo passeggeri italiano.

## Storia
Costruita nei CNR di Ancona tra il 1915 ed il 1917, insieme all'unità gemella Città di Tripoli, per le Ferrovie dello Stato, la nave era un piroscafo passeggeri (o misto) da 3052 tsl, iscritto con matricola 388 presso il Compartimento marittimo di Napoli. Grazie a due macchine a vapore a triplice espansione della potenza di 3700 CV, che azionavano due eliche, il piroscafo raggiungeva la velocità di 14 (per altre fonti 12) nodi.

L’incrociatore ausiliario Città di Bengasi con colorazione mimetica.

Completata in piena prima guerra mondiale, la nave venne requisita dalla Regia Marina, armata con quattro cannoni da 120/45 mm ed alcune mitragliere ed utilizzata come incrociatore ausiliario sino alla fine del conflitto.
Il 27 maggio 1918 il convoglio che il Città di Bengasi stava scortando venne attaccato da un U-Boot, ma l'incrociatore ausiliario contrattaccò sventando l'attacco e ritenendo di aver danneggiato il sommergibile assalitore.
Il 4 luglio 1918 il Città di Bengasi sventò un secondo attacco subacqueo diretto contro il proprio convoglio, ritenendo in questa occasione di aver affondato l'U-Boot nemico.
Restituito alle Ferrovie dello Stato alla fine della guerra, il Città di Bengasi venne trasferito nel 1925 alla Compagnia Italiana Transatlantica (CITRA). Nel 1932, con la fusione della CITRA con la Florio-Società Italiana di Navigazione, che portò alla formazione dapprima della «Tirrenia Flotte Riunite Florio-Citra», e poi, il 21 dicembre 1936 (a seguito dell'unione con altre compagnie minori), della Tirrenia Società Anonima di Navigazione, il piroscafo passò alla nuova compagnia armatoriale. Nel corso degli anni la nave subì alcuni lavori di modifica, che ne ridussero la stazza lorda a 2813 tsl. La nave svolse anche servizio di piroscafo postale per i collegamenti tra Civitavecchia e la Sardegna.
Durante la guerra civile spagnola (1936-1939) il Città di Bengasi venne requisito dalla Regia Marina ed impiegato nel trasporto di truppe e rifornimenti per le truppe nazionaliste di Francisco Franco.

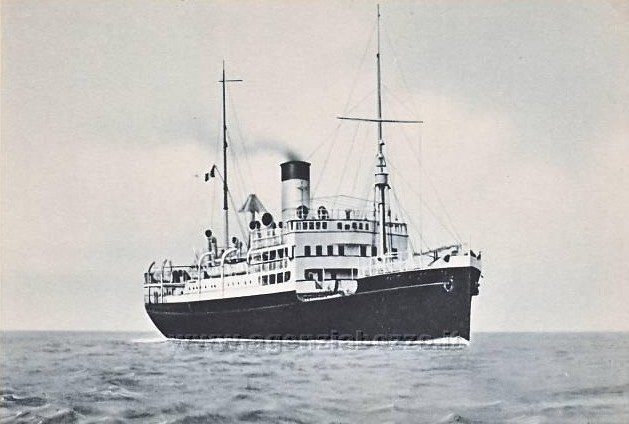
Il piroscafo nella livrea della Tirrenia.

 Nel corso della seconda guerra mondiale l'anziano Città di Bengasi non venne requisito dalla Regia Marina, né iscritto nel ruolo del naviglio ausiliario dello Stato.
Ciò non risparmiò la nave dalle insidie della guerra: il 14 maggio 1943, durante un pesante bombardamento aereo ad opera di velivoli della 12th USAAF su Civitavecchia, con obiettivo il porto, ove furono affondate o danneggiate numerose navi (ma venne colpita anche la città, con 295 vittime civili), il piroscafo venne colpito e seriamente danneggiato, adagiandosi sul fondale del porto.
Riportata a galla e riparata, la nave si trovava a Napoli alla proclamazione dell'armistizio, l'8 settembre 1943, ed in seguito a tali vicende venne catturata (per altre fonti affondata lo stesso 8 settembre) dalle truppe tedesche, dalle quali venne poi affondata nel porto della città partenopea. Il relitto venne successivamente recuperato ed avviato alla demolizione.

## Galleria d'immagini

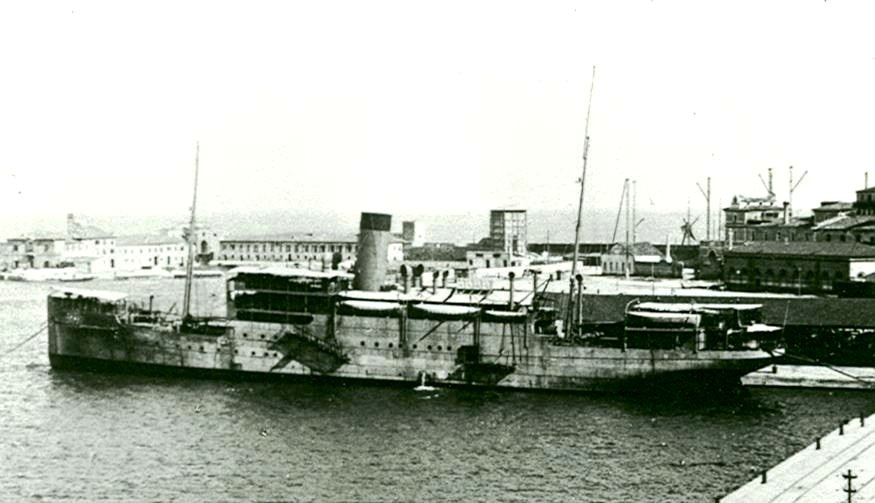
Il Città di Bengasi in allestimento nei cantieri di Ancona.
Il piroscafo, con i colori della CITRA, in partenza da Civitavecchia per la Sardegna.